# Список загиблих силовиків під час Євромайдану
Список загиблих силовиків — перелік працівників силових структур України, убитих в період з 18 по 20 лютого в Києві під час так званої "Антитерористичної операції", метою якої було придушення акцій протесту, відомих як Євромайдан. Від вогнепальних поранень загинуло 13 міліціонерів, 383 працівників міліції та військовослужбовців внутрішніх військ звернулися по медичну допомогу (МВС), з яких 350 госпіталізовані, 83 правоохоронці мали вогнепальні поранення, ще 79 міліціонерів перебували в медичних установах м. Києва.
21 лютого 2014 р. Міністерство внутрішніх справ України офіційно визнало 16 смертей державних службовців.

## Загиблі внаслідок протистояння на Євромайдані
| №  | Звання працівника МВС, прізвище, ім'я та по батькові | Про особу | Дата смерті | Обставини смерті |
| -- | ---------------------------------------------------- | --- | ----------- | --- |
| 1  | солдат Третяк Максим Леонідович                      | 1993 р.н, уродженець Чернігова, стрілець 1 патрульної роти 1 патрульного батальйону військової частини № 3030 управління Північного територіального командування ВВ МВС України (м. Київ), призваний восени 2013.                       | 18.02.2014  | 18 лютого близько 17 години в центрі Києва отримав тяжке вогнепальне поранення в область шиї. Від отриманих поранень помер у кареті «швидкої». |
| 2  | солдат Теплюк Іван Іванович                          | 1993 р.н, стрілець 1 патрульної роти 1 патрульного батальйону військової частини № 3030 управління Північного територіального командування ВВ МВС України (м. Київ), призваний восени 2013.                                             | 18.02.2014  | 18 лютого близько 17 години помер від тяжкого вогнепального поранення в голову, яке отримав у центрі Києва.                                    |
| 3  | старший лейтенант Гончаров Віталій Іванович          | 1989 р.н., уродженець Чугуєва на Харківщині, командир 2-ї роти 3-го батальйону спеціального призначення («Тигр») військової частини № 4125 управління Кримського територіального командування ВВ МВС України.                           | 18.02.2014  | Близько 21-ї години 18 лютого отримав вогнепальне поранення в шию в центрі Києва.                                                              |
| 4  | старший лейтенант Власенко Дмитро Олександрович      | 1982 р.н., уродженець Штерівки на Луганщині, заступник командира з виховної роботи 3-го батальйону спеціального призначення («Тигр») військової частини № 4125 управління Кримського територіального командування ВВ МВС України.       | 18.02.2014  | Близько 21-ї години 18 лютого отримав вогнепальне поранення в центрі Києва.                                                                    |
| 5  | прапорщик Іваненко Олексій Миколайович               | 1977 р.н., музикант — концертмейстер оркестру військової частини № 3005 управління Східного територіального командування (місто Харків). Залишилися три дочки — старшій вісім років, середній — п'ять, молодшій не виповнилося й року.. | 18.02.2014  | Близько 22-ї години 18 лютого в центрі Києва отримав вогнепальне поранення, несумісне з життям.                                                |
| 6  | старший прапорщик Федюкін Андрій Васильович          | 1972 р.н., уродженець Прибережного (Сакський район Криму), міліціонер-водій відділення № 1 оперативного взводу № 1 батальйону МОП «Беркут» АР Крим. Залишилася дружина та двоє дітей.                                                   | 19.02.2014  | У ніч проти 19 лютого на Майдані отримав кулю в груди, яка пробила бронежилет і влучила в серце. Смерть настала миттєво.                       |
| 7  | старший сержант Цвігун Сергій Віталійович            | 1990 р.н., працівник МОП «Беркут» м. Запоріжжя, досвід служби 3 роки. | 19.02.2014  | У ніч проти 19 лютого в центрі Києва отримав вогнепальне поранення в шию.                                                                      |
| 8  | старший сержант Булітка Василь Віталійович           | 1986 р.н., уродженець Косачівки на Чернігівщині, працівник МОП «Беркут» м. Київ, служив у «Беркуті» з 2009 року. Залишилася дружина та півторарічний син.                                                                               | 19.02.2014  | На вулиці Інститутській отримав вогнепальне поранення в голову. Помер у кареті швидкої допомоги.                                               |
| 9  | прапорщик Спічак Сергій Сергійович                   | 1979 р.н., військовослужбовець в/ч 3033 (м. Бердянськ) Південного територіального командування ВВ МВС України, досвід служби 14 років                                                                                                   | 20.02.2014  | Отримав вогнепальне поранення в область стегна на вулиці Інститутській та помер від втрати крові.                                              |
| 10 | старший сержант Симисюк Микола Миколайович           | 1986 р.н., уродженець Троянівки на Хмельниччині, працівник МОП «Беркут» м. Київ, служив у «Беркуті» з 2008 року. | 20.02.2014  | Загинув у центрі Києва 20 лютого близько 9-ї години ранку, отримавши кульове поранення в лоб.                                                  |
| 11 | старшина Зубок Володимир Валерійович                 | 1985 р.н., уродженець Родниківки на Черкащині, працівник МОП «Беркут» м. Чернігів, служив у «Беркуті» з 2006 року. | 20.02.2014  | На вулиці Інститутській отримав смертельне поранення: куля пробила бронежилет, і він загинув на місці.                                         |
| 12 | лейтенант Михайлович Сергій Олександрович            | 1989 р.н., уродженець Конотопа на Сумщині, старший інспектор патрульної служби батальйону № 1 полку патрульної служби м. Київ. | 20.02.2014  | Отримав поранення з вогнепальної зброї в центральній частині Києва. Врятувати життя медикам не вдалося.                                        |
| 13 | майор Захарченко Віталій Миколайович                 | 1983 р.н., старший помічник начальника оперативного відділення штабу Окремої Слобожанської бригади внутрішніх військ МВС України (м. Харків). Залишилась дворічна донька.                                                               | 02.03.2014  | 19 лютого в Києві отримав вогнепальне поранення в плече і живіт. 2 березня близько 02:00 життя Віталія обірвалося у лікарні.                   |

## Загиблі за межами території основних зіткнень
| Звання працівника МВС, прізвище, ім'я та по батькові | Про особу | Дата смерті | Обставини смерті |
| ---------------------------------------------------- | --- | ----------- | --- |
| старший лейтенант Євтушок Володимир Володимирович    | 1971 р.н., інспектор ДПС ДАІ м. Київ, досвід служби в органах МВС — майже 22 роки. Залишилися дружина і донька. | 19.02.2014  | За даними МВС, близько 1-ї години ночі 19 лютого, на перехресті вул. Героїв Севастополя — просп. Відрадний у Києві працівники ДАІ подали сигнал про зупинку водієві автомобіля «MITSUBISHI PAJERO», темного кольору. Водій позашляховика вимогу правоохоронців проігнорував, натомість збільшив швидкість та продовжив рух у напрямку Кільцевої дороги. Під час переслідування правопорушників водій автомобіля «MITSUBISHI PAJERO» пригальмував, з авто вийшов невідомий, який відкрив вогонь з вогнепальної зброї по працівниках міліції. |
| прапорщик Савицький Петро Анатолійович               | 1972 р.н, інспектор ДПС ДАІ м. Київ, досвід служби в органах МВС — 17 років. Залишилася дружина і двоє дітей.   | 19.02.2014  | За даними МВС, близько 1-ї години ночі 19 лютого, на перехресті вул. Героїв Севастополя — просп. Відрадний у Києві працівники ДАІ подали сигнал про зупинку водієві автомобіля «MITSUBISHI PAJERO», темного кольору. Водій позашляховика вимогу правоохоронців проігнорував, натомість збільшив швидкість та продовжив рух у напрямку Кільцевої дороги. Під час переслідування правопорушників водій автомобіля «MITSUBISHI PAJERO» пригальмував, з авто вийшов невідомий, який відкрив вогонь з вогнепальної зброї по працівниках міліції. |
| старший сержант Мирка Назар Васильович               | 1976 р.н., міліціонер-водій, 1 взвод, 1 відділення МОП «Беркут» м. Львів.                                       | 20.02.2014  | Загинув 20 лютого близько 18:30 під час пожежі в казармі «Беркуту» на вулиці Тролейбусній у Львові, що сталася внаслідок підриву. На Назара Мирку та Романа Кизика впала 20-метрова стіна, і врятувати їх було нікому, бо відповідальні на той час уже втекли. Відповідальність за підрив офіційно не встановлено: станом на 20 лютого влада звинувачувала протестувальників, що днем раніше штурмували приміщення, застосовуючи коктейлі Молотова, тоді як старшина — свідок подій вважає, що це було диверсією з боку командування.       |
| старший прапорщик Кізик Роман Васильович             | 1978 р.н., командир 2-го відділення 1 взводу МОП «Беркут» м. Львів.                                             | 20.02.2014  | Загинув 20 лютого близько 18:30 під час пожежі в казармі «Беркуту» на вулиці Тролейбусній у Львові, що сталася внаслідок підриву. На Назара Мирку та Романа Кизика впала 20-метрова стіна, і врятувати їх було нікому, бо відповідальні на той час уже втекли. Відповідальність за підрив офіційно не встановлено: станом на 20 лютого влада звинувачувала протестувальників, що днем раніше штурмували приміщення, застосовуючи коктейлі Молотова, тоді як старшина — свідок подій вважає, що це було диверсією з боку командування.       |